# 松尾武 (演出家)
松尾 武（まつお たけし、1939年4月14日 - ）は、元NHK所属のテレビドラマのディレクター・プロデューサー。

## 来歴・人物
1962年NHKに入局、1997年に理事に就任、1999年に専務理事・放送総局長に就任する。2001年の退任後には日本放送出版協会の社長に就任する。
第14、15期著作権審議会委員。日本映画テレビプロデューサー協会監事。

## 担当したドラマ

### 演出
- 三姉妹（1967年・大河ドラマ）
- あしたこそ（1968年・連続テレビ小説）
- 虹（1970年・連続テレビ小説）
- 楡家の人びと（1972年・銀河テレビ小説）
- 風と雲と虹と（1976年・大河ドラマ）
- いちばん星（1977年・連続テレビ小説）
- 虹を織る（1980年・連続テレビ小説）　など

### プロデュース
- 春の波涛（1985年・大河ドラマ）　など